# Archiboehmeria atrata
Archiboehmeria atrata är en nässelväxtart som först beskrevs av François Gagnepain, och fick sitt nu gällande namn av C. J. Chen. Archiboehmeria atrata ingår i släktet Archiboehmeria och familjen nässelväxter. Inga underarter finns listade i Catalogue of Life.